# Хокей із шайбою

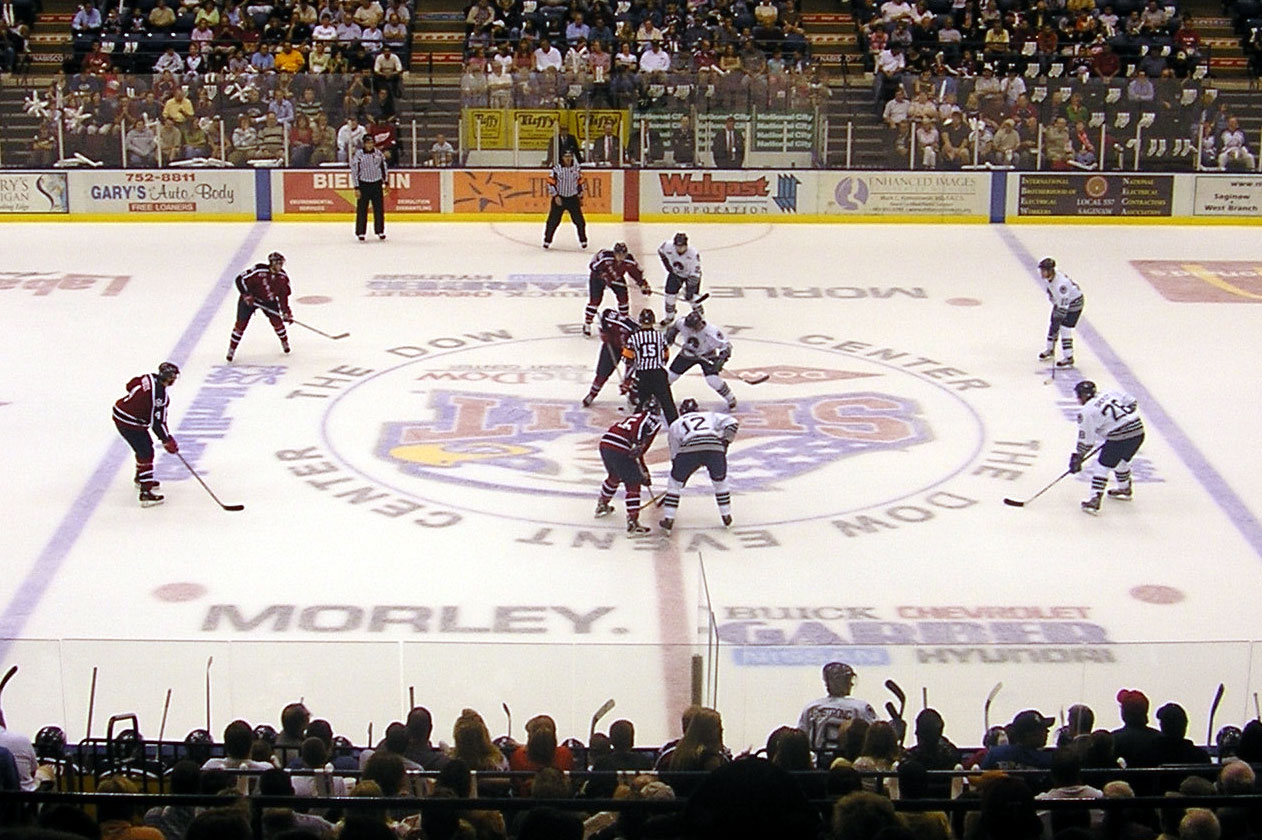
Хокей із шайбою

Хоке́й із ша́йбою, кана́дський хоке́й або просто: хоке́й, заст. го́кей, діал. гакі́вка, канадійська гаківка (англ. hockey, від фр. hoquet — «палиця пастуха з гаком») — гра на льодовому майданчику, в якій дві команди намагаються ключками закинути круглу шайбу у ворота суперника, які захищає воротар. Популярний у багатьох країнах: зокрема, у Канаді, Фінляндії та Латвії він головний вид спорту, і один з провідних у США, Швеції, Чехії, Словаччині, Білорусі та Росії.
Це олімпійський вид спорту, входить до програми зимових Олімпійських ігор.

## Назва
Походження англійського слова hockey неясне, висунуто три етимологічні версії:
- За однією з версій, воно похідне від старофр. hoquet — «ковінька», «ґирлиґа»[4] (втім, у сучасній французькій це слово має значення «гикавка»).
- За другою версією, hockey (архаїчна форма hockie) пов'язана з hooked — «кривий». Голвейський статут 1527 року, що забороняв деякі види ігор з м'ячем, згадує і гру з «кривими палицями» (hockie stickes)[5].
- Третя версія пов'язує hockey зі словом «hocky». В Англії для гри на льоду замість дерев'яних куль іноді використовували дерев'яні або коркові чопи (bung). Їх назвали hocky тому, що ними закорковували бочки з рейнвейном (англ. hock)[6].

Перша згадка слова hockey належить до 1773 року — у книжці «Юнацькі види спорту й розваги: з доданням спогадів автора й описом нової системи виховання дітей» (Juvenile Sports and Pastimes, to Which Are Prefixed, Memoirs of the Author: Including a New Mode of Infant Education), написаній Річардом Джонсоном (псевдонім — Master Michel Angelo, «Майстер Мікеланджело»). Розділ № XI називався «Удосконалення гри в хокей» (New Improvements on the Game of Hockey).
У перших статтях про цей вид спорту, опублікованих у 1910 році у Львові, називали гаківкою. Це слово могло з'явитися за співзвучністю з оригінальною вимовою слова hockey («га́кі») й подальшою контамінацією з «гак». Низка джерел називає винахідником цього слова Івана Боберського — одного із засновників організації «Пласт».
У СРСР хокей з шайбою спочатку називали «канадським хокеєм», у той час як хокей з м'ячем звався просто «хокей». Після того, як хокей з шайбою набув популярності в СРСР у середині XX ст., його стали йменувати вже «хокеєм», перенісши на нього назву хокею з м'ячем; останній же дістав назву «хокею з м'ячем». Подібна термінологія зберігається досі в Україні та Росії.
Правописний словник 1929 року Григорія Голоскевича фіксує термін «го́кей» з наголосом на перший склад. Проте, починаючи з 1939 року, у Радянському Союзі стали вживати виключно термін «хокей», відколи всі словники й правописи користуються саме цим написанням.

## Історія

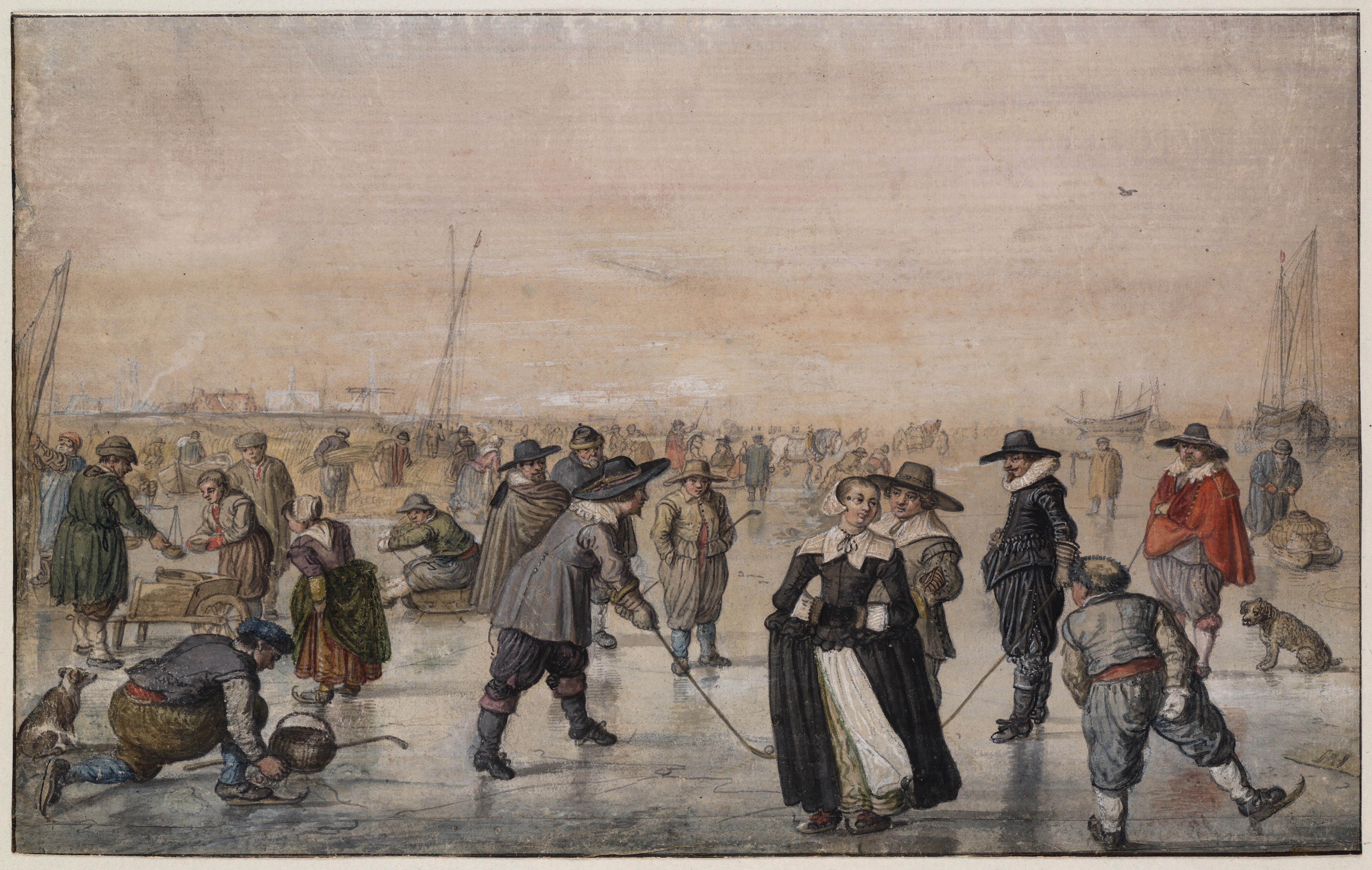
Гендрик Аверкамп Сценка на льоду (гра в ейсколф), XVII ст.

Коли з'явилася гра в хокей, точно встановити неможливо. Ігри з ключками і м'ячем існували в різних народів: у Стародавньому Єгипті, Стародавній Греції («керетізейн», «керетізін», грец. κερητίζειν), у Середньовічній Європі. Монгольські даури грають у гру «бейкоу», схожу на хокей, вже близько 1000 років.
Предками гри в хокей на льоду можна вважати такі ігри, як шотландське шинті, а також голландський «ейсколф» (IJscolf). Останній являє собою льодовий варіант «колфу» — гри, що нагадує гольф. В аналогічну гру «кнатлейкр» (knattleikr) грають уже протягом тисячоріччя в Норвегії, згадки про неї містять й ісландські саги. Існує свідчення, що в Англії для гри у хокей на льоду замість м'яча використовували bung — чіп з корка або дубового дерева, прообраз сучасної шайби.
Британські військовослужбовці й поселенці принесли гру в хокей до Північної Америки. У 1825 році Джон Франклін пише, що «гра в хокей на льоду була ранковою зарядкою» на Великому Ведмежому озері під час однієї з його арктичних експедицій. Втім, відомо, що подібні ігри існували тут ще до приходу європейців: Сайлас Тершес Ренд описує 1894 року, що мікмаки (корінне населення Нової Шотландії) грали в гру «тооадіджик» (tooadijik), а також «волчамаадіджик» (wolchamaadijik). Останній варіант з'явився, ймовірно, після знайомства з хокеєм колоністів.
Початком історії сучасного хокею з шайбою можна вважати 3 березня 1875 року. Саме тоді на ковзанці «Вікторія» у Монреалі провели перший офіційний матч між двома командами (по 9 гравців), де замість традиційного м'яча використовували «плаский круглий шматок дерева». Ворота в цій грі були 2,4 м завширшки: дещо ширші проти сучасних. «Шматок дерева» надалі отримав назву puck — від шотл. гел. puc або ірл. poc («тикати», «завдавати удар»).
У 1876 році повідомляли, що в Монреалі відбулася гра, проведена «за правилами „Хокейної асоціації“» («Асоціація» була першою англійською організацією з хокею). У 1877 році монреальська газета The Gazette опублікувала список семи правил, шість з яких ґрунтувалися на правилах «Хокейної асоціації» (тільки там шайба називалася ball), і одне нове правило пояснювало порядок розв'язування суперечок. Перший клуб з хокею з шайбою, University Hockey Club, засновано також 1877 року, потім з'явилися Quebec Hockey Club (1878) і Montreal Victorias (1881). У 1880 році число гравців у команді скоротили до семи.
У Європі першим матчем з канадського хокею вважається гра у Санкт-Моріці 1885 року між командами Оксфордського і Кембриджського університетів, але письмових свідчень, які б це підтверджували, не збереглося.
У Сполучених Штатах, де популярним було «льодове поло» (хокей з м'ячем), перший матч з хокею з шайбою зіграли 1893 року — між командами Єльського університету і університету Джонса Гопкінса. Піонером цієї гри у США вважається фінансист Малколм Грін Чейс, який, познайомившись 1892 року з канадськими хокеїстами в Ніагара-Фоллс, створив власну команду зі студентів Єльського, Браунського та Гарвардського університетів.
На 1893 рік лише в самому Монреалі налічувалося близько сотні команд, окрім того, хокейні ліги існували по всій Канаді. У Вінніпезі гравці вперше стали використовувати крикетні щитки для захисту ніг воротаря, а також запровадили прийом, нині відомий як кистьовий кидок. Воротні сітки набули стандартного вигляду в Канадській аматорській хокейній лізі у 1900 році. Позиції лівих і правих захисників стали приходити на зміну позиції приймаючого гравця і позиції каверпойнт (запозичених з крикету) 1906 року.
Ковзанка «Вікторія», де відбувся перший матч з хокею з шайбою, знищена 1925 року. Найстаріша чинна хокейна арена — Арена Меттьюса в Бостоні, збудована 1910 року.

### У СРСР
У СРСР перша згадка про хокей з шайбою належить до 1927 року (журнал «Известия физической культуры»), а 1930 року в Харкові видали книжку «Новые зимние спортигры» — з описом «канадського хокею». У лютому 1932 року команда Москви, зібрана з гравців у хокей з м'ячем, виграла зустріч з командою німецької робітничої спортивної спілки «Фіхте» з рахунком 3:0. Проте нову гру критики не схвалили: журнал «Физкультура и спорт» писав, що «вона носить суто індивідуальний і примітивний характер, вельми бідна на комбінації і у цьому плані не витримує жодного порівняння з „бенді“. На питання, чи варто в нас культивувати канадський хокей, можна відповісти негативно». У 1936 році Всесоюзний комітет зі справ фізичної культури все ж впровадив хокей з шайбою у програму інститутів фізичної культури, але розвитку гри це не сприяло, бо не було ані спеціалістів з канадського хокею, ані навчальних посібників.
Після Другої світової війни ставлення до заморської гри змінилося. У лютому 1946 року студенти Інституту фізичної культури провели показовий матч з канадського хокею «Динамо» — ЦБЧА. У звіті, опублікованому в газеті «Советский спорт», зазначали: «У Європі і Північній Америці канадський хокей вельми популярний. Без сумніву, він може отримати розвиток і в нас у Радянському Союзі». Увагу глядачів привернули незвичайні ключки — довгі, легкі, з широким гаком майже під прямим кутом, не схожі на ключки для «російського хокею» і ваговита гумова «шайба», що блискавично ковзала по льоду.
Історія «канадського хокею» в СРСР офіційно почалася 22 грудня 1946 року, коли на московському стадіоні «Динамо» відбувся матч між командами ЦБЧА і Свердловського будинку офіцерів. Спеціального інвентарю та уніформи на перших порах не було, на лід гравці виходили хто в чому, захисного спорядження теж не існувало. Новий вид спорту швидко завойовував популярність: у перший сезон динамівські трибуни збирали по 20—30 тисяч глядачів.
Вступ Радянського Союзу до Міжнародного олімпійського комітету в 1951 році дав новий поштовх розвитку гри. У програму Олімпійських ігор входив саме хокей з шайбою, а не з м'ячем, тому найсильнішим радянським гравцям у бенді запропонували освоїти нову гру. У своєму першому виступі, що відбувся на зимових Олімпійських іграх 1956 року в Кортіна д'Ампеццо, збірна СРСР одразу ж здобула золото. Радянська хокейна школа вважалася однією з найсильніших у світі, нині ця позиція зберігається й за командами Росії.

## Правила

Розмітка хокейного майданчика

У хокей грають на оточеному бортами льодовому майданчику з двома воротами. Тривалість матчу становить 3 періоди по 20 хвилин кожний; тривалість перерви між періодами 17 хвилин.
У кожній із двох команд під час гри в повних складах 5 польових гравців та воротар. Ковзанка розділена поперечними лініями: центральною лінією, двома синіми лініями, які позначають зони захисту кожної з команд, та лініями воріт. Додаткову розмітку ковзанки становлять 5 кіл вкидання шайби: одне в центрі поля, по два в кожній зоні захисту; та воротарська зона біля кожного з воріт. Додаткові 4 точки вкидання містяться в центральній зоні неподалік від синіх ліній. Вони не обведені колами.
У хокеї дозволені довільні заміни в будь-який час гри, тому хокейна команда складається з 20—22 хокеїстів. П'ятірка гравців на майданчику змінюється приблизно через кожну хвилину.
Шайба вводиться в гру вкиданням, при якому її виборюють по одному гравцеві кожної з команд, а решта гравців повинні розташовуватися за межами кола вкидання. Вкидання проводиться здебільшого на одній із точок вкидання, але може бути призначене суддею і в іншому місці.

### Положення поза грою (офсайд)
Положення поза грою (офсайд) фіксується тоді, коли гравець нападу входить у зону захисту команди-супротивника раніше, ніж туди потрапила шайба. Суддя може не фіксувати офсайд, якщо гравці команди-порушника не торкаються шайби. У разі офсайду шайба вводиться в гру вкиданням у центральній зоні, неподалік від синьої лінії або в зоні захисту команди, яка атакувала, якщо, на думку головного або лінійного арбітра, гравець навмисно створив положення поза грою.

### Судді
Хокейні матчі обслуговує бригада з чотирьох або трьох суддів у полі: двох або одного головного судді та двох на лініях. Крім того, до суддівської бригади входять розташовані за воротами судді, що фіксують взяття воріт запалюванням червоної лампочки, судді-інформатори та судді на лавці штрафників.

### Покарання
Хокей — контактний вид спорту, в якому дозволені силові прийоми. Однак силова гра обмежена правилами, порушення яких карається вилученням. Не особливо грубе порушення карається вилученням на дві хвилини без права заміни. Двохвилинним штрафом також караються командні порушення, такі як перевищення чисельного складу, а також симуляція та порушення екіпірування. Таке вилучення може бути скорочене, якщо команда пропускає в меншості гол. Грубе порушення правил, внаслідок якого гравець команди противника зазнав важкої травми, карається вилученням на 5 хвилин без права заміни. П'ятихвилинне вилучення не скорочується, якщо команда пропускає в меншості. Хуліганська поведінка може бути покарана 10-хвилинним вилученням з правом заміни, або вилученням до кінця гри з правом заміни. При порушенні правил воротарем, за нього відбуває покарання один із польових гравців. Кількість польових гравців у команді не може бути меншою, ніж три. Тому при численних порушеннях штрафи відкладаються — відлік часу покарання починається після закінчення покарання попереднього порушника.
Порушення, які завадили враженню воріт, караються штрафними кидками — булітами.

## Хокейні організації
На початках становлення хокею гравці об'єднувалися в команди, ці колективи зустрічалися між собою, попередньо домовляючись чи спонтанно, здебільшого в товариських зустрічах. З часом ця гра захоплювала дедалі більше людей і розвивалася в інших регіонах певної місцевості. Любителі хокею почали зустрічатися з такими самими любителями гри з інших місцевостей регіону. Тоді й почали поставати деякі суперечливості (у правилах, тривалості гри, суддівства та інших питаннях). Зорганізовані перші територіальні асоціації хокею, які включали певну кількість представників різних клубів чи просто відомих жителів цих територій. Коли ж ця гра заполонила частину спортивного середовища в котрійсь із держав, асоціації чи об'єднання клубів, кількість яких значно зросла, почали вести суперечки, які подекуди виливалися на громадськість краю. Тому здебільшого владні структури брали під патронат хокей як спортивний відпочинок їхніх громадян, і на базі представників цих асоціацій чи об'єднань зорганізовували Федерацію хокею країни. А вже цій структурі доручалося проводити загальнодержавні чи територіальні змагання на основі загальноприйнятих і всіма підтверджених правил і норм хокею з шайбою. Крім цих функцій, федерація також популяризувала виду спорту й розвивала міжнародні контакти (зустрічі, ігри) команд чи гравців.
Згодом змагання переросли в певне суспільне явище, тому, щоб задовольнити власні амбіції (спочатку спортивні, згодом владно-фінансові), стало престижно вигравати деякі територіальні чи загальнодержавні турніри. Покровителі спортивних команд почали переманювати до себе сильніших, на їхню думку, гравців з інших регіонів і команд з метою виграти якийсь із турнірів. Так любительський спорт комерціалізувався. Федерації і асоціації спочатку опиралися цьому, але все-таки поступилися. Хокей ставав більш популярним і на ігри почали збиратися чимраз більша кількість глядачів. Цим користалися певні спритні ділки, пропонуючи на іграх харчові продукти, сервісні послуги чи навіть рекламуючи себе глядачам. Це не задовольняло власників команд, тому згодом їм удалося перетягнути певні послуги під свої структури. Ситуація виходила з-під контролю федерацій чи асоціацій, а оскільки вони були колегіальними органами (здебільшого з представників цих самих команд), що в основному користалися коштами засновників, то вони не могли ні дозволити комерціалізацію, ні заборонити.
Із суперечливої ситуації знайшли вихід. Більшість федерацій дозволяли різні комерційні проєкти за умови, що власники команд створять певні структури, що сприяли б їм у їхніх справах. А за собою вони залишили наглядові, владні та представницькі питання, спираючись на фінансову підтримку таких команд і їхніх власників через відрахування певної кількості коштів на утримання федерацій. Це цілком влаштовувало обидві сторони. Відтоді й з'явилися хокейні ліги. Звичайно, бували й винятки, коли всі ігри проводилися під егідою однієї структури, це завжди відбувалося в тоталітарних державах, де влада намагалася впливати на всі суспільні процеси. Але з розвитком суспільства й технічного прогресу людства це ставало дедалі важче контролювати.
Нині загальною світовою структурою, що концептуально управляє і контролює хокей як вид спорту, є Міжнародна федерація хокею з шайбою (IIHF). Вона проводить олімпійські турніри й чемпіонати світу з хокею з шайбою на рівні збірних команд країн, жіночих, молодіжних команд тощо. Хокей із шайбою — олімпійський вид спорту, окрім того, в ньому співіснують два його рівні: любительський і професійний. Так склалося, що любительським видом займаються федерації хокею кожної країни та частково професійні клуби чи приватні особи. У їхню компетенцію входять дитячі, юнацькі, дворові та частково територіальні змагання з хокею, підтримка гравців-початківців і ветеранів та інші суспільно значущі явища.
А на власників більшості клубів покладено створення й організацію загальнодержавних і територіальних змагань для хокеїстів, що займаються професійно (майже ніде не працюючи) й отримують від того значний фінансовий зиск. Ними створено хокейні ліги (за територіальним чи фінансовим принципом), закладений у них деякий адміністративно-бюрократичний апарат, який, згодом, завдяки певним виробленим спільним нормам і правилам, щоб стримувати амбіційно-фінансові бажання деяких персон, з асоціативних структур перетворився в доволі прибуткову фінансову структуру. Тепер ця схема розвитку хокею як виду спорту загальноприйнята в усіх державах, де культивують хокей.

## Українці в хокеї

### Канада і Сполучені Штати Америки
Багато українців, народжених у Канаді або США, добилися до висот спорту.
Легендарна трійка «Ukr-line» — Вік Стасюк, Бронко Хорват й Джонні Буцик — від 1956 до 1960 року захищала кольори хокейної команди Національної хокейної ліги (НХЛ) Бостон Брюїнс.
Граючи воротарем за клуб «Детройт Ред-Вінгс», зажив великої слави Тарас Савчук. Його й дотепер вважають одним з найкращих воротарів у історії. Савчука називали «Ukie» (Юкі) за те, що він так пишався Україною. Його рекорд досі неперевершений — 103 сухих гри.
Рекордний найшвидший хет-трик (три голи за гру) встановив Біл Мосієнко (Василь Мосієнко) («Чикаго Блекгокс»). 23 березня 1952 року Мосієнко у грі проти «Нью-Йорк Рейнджерс» забив три шайби за 21 секунду. Цей рекорд неперевершений.
Майк Боссі (Михайло Босий) з «Нью-Йорк Айлендерс», хоч недовго грав, був одним з найкращих хокеїстів свого часу. Михайло Босий забивав понад 50 шайб дев'ять років поспіль. Цього не зміг зробити навіть Вейн Грецкі.
Олександр Годинюк став першим українцем з пострадянського простору, що поїхав виступати в НХЛ. У «Соколі» розлучатися з гравцем не захотіли й Олександр мусив тікати — «залізна завіса» впала лише через рік. Через 17 років Годинюк повернувся до Києва.
Уродженець Києва Дмитро Христич грав 12 років у НХЛ до 2002 року. Він брав участь у матчах усіх зірок НХЛ 1997 та 1999 років — у другому матчі був єдиним, хто офіційно представляв Україну в команді двадцяти чотирьох світових зірок. Христич був членом першої чоловічої олімпійської збірної України 2002 року.
Нині за команду «Філадельфія Флаєрс» грає уродженець Києва Руслан Федотенко. Він забив єдині два голи у вирішальній грі фіналу Кубка Стенлі 2004 року за «Тампа-Бей Лайтнінг». У команді «Нью-Джерсі Девілс» грає уродженець Києва Олексій Понікаровський.

### Росія
Починаючи з сезону 2007/2008, київський хокейний клуб «Сокіл» грав у дивізіоні «Захід» Вищої ліги чемпіонату Росії з хокею із шайбою. Багато українців грає за клуби Росії.
Костянтин Касянчук у сезоні 2012/2013 виступає за ОХК «Динамо» в розіграші Кубка Гагаріна.